# Orchestre Convivium
 (juillet 2008).
Si vous disposez d'ouvrages ou d'articles de référence ou si vous connaissez des sites web de qualité traitant du thème abordé ici, merci de compléter l'article en donnant les références utiles à sa vérifiabilité et en les liant à la section « Notes et références ».
L'orchestre Convivium a été constitué en 1992 à l'initiative de Pierre Thimus. Il se réunit ponctuellement et donne des concerts en Belgique et à l’étranger, seul ou avec le chœur symphonique de Liège ainsi qu’avec divers solistes. L'orchestre est à géométrie variable : aux cordes de la formation de base s’adjoignent une harmonie et des percussions plus ou moins fournies, selon les nécessités de l'œuvre. Il a participé à la nuit musicale de Belœil ainsi qu'à des soirées de gala pour des œuvres caritatives. Certains concerts ont fait l’objet d'une captation par la RTBF. Deux enregistrements ont été réalisés, l’un en 1995, consacré à Mozart et l’autre en 2005 avec la création de Cristellane de Luc Baiwir. Depuis 1993, l'orchestre Convivium est soutenu par le Ministère de la Communauté Française de Belgique et par les Services Culturels des Provinces ainsi que par la Ville de Liège.

## Site internet
- Site Musique à Saint-Jacques

## Discographie
- Mozart, Messe du solo d'orgue, Regina Coeli… 1995
- Luc Baiwir, Cristellane (solistes, chœur et orchestre) 2005 - Westland music 053